# Urtinotherium
Urtinotherium ist eine ausgestorbene Gattung aus der ebenfalls erloschenen Familie der Indricotheriidae, die eng mit den heutigen Nashörnern verwandt war und teilweise riesige Formen ausbildete. Die Gattung lebte vom späten Eozän bis zum mittleren Oligozän vor etwa 37 bis 30 Millionen Jahren und war über Ost- und Zentralasien verbreitet, Einzelfunde stammen auch aus dem südöstlichen Europa. Insgesamt sind aber nur wenige Funde bekannt, beschrieben wurde Urtinotherium im Jahr 1963 von Chow Minchen und Chiu Chan-Siang anhand eines vollständigen Unterkiefers aus der Inneren Mongolei. Urtinotherium erreichte nicht ganz die gewaltigen Ausmaße von Paraceratherium, dem größten bekannten Landsäugetier, ist mit diesem aber eng verwandt.

## Merkmale
Urtinotherium war ein großer Vertreter der Indricotheriidae und erreichte nahezu die Ausmaße von kleineren Angehörigen der Gattung Paraceratherium. Gewichtsangaben variieren von 2,7 bis 6,1 t. Die Form ist von wenigen Funden aus Ost- und Zentralasien beziehungsweise des südöstlichen Europas bekannt, ein umfassendes Skelett liegt nicht vor. Der Holotyp (Exemplarnummer IVPP V.2769) umfasst einen vollständigen Unterkiefer. Dieser war 72 cm lang und besaß damit eine etwas geringere Länge als jener von Paraceratherium, der bei großen Exemplaren insgesamt 83 cm maß. Er hatte eine keilartige Form und war sehr langgestreckt, der Unterkieferkörper wies nur eine relativ geringe Höhe auf, die hinter dem dritten Molaren bei 14,2 cm lag. Die Symphyse war massiv ausgebildet und reichte bis zum Beginn des zweiten Prämolaren. Die Gelenkenden ragten bis zu 35,4 cm auf. Der Unterkiefer besaß die vollständige Bezahnung früher Säugetiere. Dadurch bestand das Vordergebiss aus je drei Schneidezähnen und einem Eckzahn. Dabei war das innere Schneidezahnpaar nach vorn gerichtet und mit einer Kronenlänge von 4,9 cm deutlich vergrößert, so dass es eine dolchartige Form aufwies. Die anderen Schneidezähne und der Eckzahn waren dagegen auffallend kleiner. Zwischen den Zähnen befand sich ähnlich wie bei seinem stammesgeschichtlich älteren Verwandten Juxia jeweils eine kleine Lücke. Aufgrund des Aufbaus des vorderen Gebisses kann der innere, verlängerte Schneidezahn als der einzige funktionale Zahn hier angesehen werden. Die hintere Bezahnung, die durch ein ebenfalls kleines Diastema von der vorderen getrennt war, umfasste vier Prämolaren und drei Molaren. Diese ähnelten in ihrem Aufbau jenen von Paraceratherium mit kleinen Vomahl- und großen Mahlzähnen. Letztere waren deutlich niederkronig (brachyodont) und hatten nur wenig gefalteten Zahnschmelz. Die Größe der Zähne nahm nach hinten zu, der dritte Molar stellte mit einer Länge von 7,9 und einer Breite von 5,3 cm den größten Zahn dar. Die gesamte Länge der Zahnreihe betrug 33 cm, die drei hinteren Backenzähne nahmen davon 61 % ein.

## Fossilfunde
Überreste von Urtinotherium stammen überwiegend aus Ost- und Zentralasien, es liegen aber meist nur Kieferfragmente und isolierte Zähne vor, eher selten treten postcraniale Skelettelemente auf. Sie datieren in das Obere Eozän und Untere Oligozän und sind so zwischen 37 und 30 Millionen Jahre alt. Der Holotyp-Unterkiefer wurde Ende der 1950er Jahre in der Urtyn-Obo-Formation des frühen bis mittleren Oligozän in der Inneren Mongolei (China) gefunden. Bedeutend sind auch Funde aus der chinesischen Provinz Yunnan. So stammen unter anderem aus dem Lunan-Becken einige isolierte Oberkieferzähne, die ins Untere Oligozän gestellt werden, ebenso wie weitere Backenzähne des Oberkiefers aus Qujing und möglicherweise auch ein isolierter oberer zweiter Molar und einzelne Hand- und Fußknochen wie ein Mittelhandknochen und ein Sprungbein aus Loping. Zudem kamen Funde in späteozänen Ablagerungen von Khoer-Dzam in der Mongolei zu Tage. Darüber hinaus konnten auch Funde in Form von isolierten äußeren und inneren Schneidezähnen sowie hinteren Backenzähnen des Unterkiefers aus Aksyir svita im Saissansee-Becken im östlichen Kasachstan entdeckt werden, die ebenfalls ein späteozänes Alter aufweisen. Sein westlichstes Verbreitungsgebiet erreichte Urtinotherium wahrscheinlich in Südosteuropa, wo es in der früholigozänen Mera-Formation bei Fildu de Jos im Kreis Sălaj in Rumänien nachgewiesen wurde. Von hier stammt aus dem unteren Abschnitt der Formation ein etwa 30 cm langes Fragment des Schienbeins, das aufgrund des Alters und der Größe, das im unteren Variationsbereich von Paraceratherium liegt, allgemein zu Urtinotherium gestellt wird.
Unter der Voraussetzung, dass eine nahe verwandte Gattung namens Turpanotherium identisch mit Urtinotherium ist, gehört hierzu auch ein vollständiger Schädel ohne Unterkiefer, der im unteren Teil der Jaozigou-Formation nahe Yagou im Linxia-Becken in der chinesischen Provinz Gansu entdeckt worden war. Das Alter der Funde dort wird mit dem Oberen Oligozän angegeben. Ebenso wäre ein Unterkiefer aus der etwa gleichalten Qingshuiying-Formation nahe Ningdong in der chinesischen Provinz Ningxia zu nennen, wie auch ein Unterkiefer und einzelne Gliedmaßenknochen aus der Turpan-Senke.

## Systematik
Urtinotherium ist eine Gattung aus der ausgestorbenen Familie der Indricotheriidae innerhalb der Überfamilie der Rhinocerotoidea. Die Indricotherien gehören somit zur näheren Verwandtschaft der heutigen Nashörner. Von diesen unterscheiden sich die Indricotheriidae durch die fehlende Hornbildung auf der Nase. Weitere anatomische Unterschiede betreffen unter anderem das vordere Gebiss. Die Indricotherien haben kurze, konische Schneidezähne, aus denen sich bei stammesgeschichtlich jüngeren Formen je ein Paar an großen dolchartig geformten Incisiven im Ober- und Unterkiefer entwickeln. Nashörner werden dagegen durch nur ein dolchartiges Paar im Unterkiefer und durch meißelartige Schneidezähne im oberen Gebiss charakterisiert. Die Gattung Urtinotherium repräsentiert neben Paraceratherium eine der moderneren Formen der Indricotherien und entwickelte sich im späten Eozän. Vermutlich geht sie auf Juxia aus dem Mitteleozän Nordchinas zurück, mit dem sie die vollständige Säugetierbezahnung des Unterkiefers teilt. Unterschiede sind der deutlich größere Körperbau und die stärkere Spezialisierung des Vordergebisses bei Urtinotherium verbunden mit der Größenreduktion der äußeren beiden Schneidezahnpaare. Aus Urtinotherium entwickelte sich später Paraceratherium, das größte bisher bekannte Landsäugetier. Dieses weist gegenüber Urtinotherium ein deutlich reduziertes Gebiss mit nur einem Schneidezahnpaar im Unterkiefer und dem Verlust des Eckzahns und des vordersten Prämolaren auf. Die jüngsten Funde dieses großen Nashornartigen stammen aus dem mittleren Oligozän.
In der Regel werden folgende Arten von Urtimotherium geführt:
- U. elegans (Qiu & Wang, 2007)
- U. parvum (Chow, 1958)
- U. intermedium (Chiu, 1962)
- U. qiui (Lu & Deng, 2025)
- U. yagouense (Qiu, Wang & Deng, 2004)

Die Erstbeschreibung von Urtinotherium erfolgte 1963 durch Chow Minchen und Chiu Chan-siang anhand des Unterkiefers aus der Urtyn-Obo-Formation, der 1959 während einer chinesisch-sowjetischen Expedition entdeckt worden war. Er gehört zu den am besten erhaltenen Unterkiefern der Indricotherien überhaupt. Als Art benannten die Autoren U. incisivum. Der Gattungsname setzt sich dabei aus der Bezeichnung für die gleichnamige Fundstelle und dem griechischen Wort θηρίον (thēríon) für „Tier“ zusammen. Der Artname bezieht sich auf die verlängerten Schneidezähne (lateinisch Dens incisivus). Die ersten aufgefundenen Reste stammen bereits aus dem Jahr 1958 und wurden im Lunan-Becken in Yunnan entdeckt, von Chow Minchen damals aber zur Art Indricotherium parvum gestellt. Die Beschreibung beruhte auf mehreren Oberkieferzähnen, auf deren geringe Größe das dem Lateinischen entlehnte Artepitheton anspielt (von parvus für „klein“). Aufgrund der wenig molarisierten vorderen Backenzähne und den deutlich niedrigen Zahnkronen sah der Erstbeschreiber die Art als besonders ursprünglich innerhalb der Gattung Indricotherium (heute Paraceratherium) an. Im Jahr 1989 wurde Indricotherium parvum mit U. incisivum synonymisiert, ebenso wie Indricotherium qujingensis, dessen Benennung aus dem Jahr 1978 auf isolierten oberen Backenzähnen aus Qujing, ebenfalls Yunnan, basiert, die bezogen auf die Größe nur wenig von denen von Indricotherium parvum abweichen. Einige Wissenschaftler wiesen im Jahr 2007 darauf hin, dass Indricotherium parvum vor Urtinotherium incisivum eingeführt worden war. Der Prioritätsregel der zoologischen Nomenklatur folgend müsste demnach die Typusart Urtinotherium parvum lauten.
Neben der Typusart wird gelegentlich auch U. intermedium als eigenständige Art geführt. Deren Beschreibung stammt von Chiu Chan-siang unter der Bezeichnung Indricotherium intermedium aus dem Jahr 1962 unter Berufung auf einen oberen Mahlzahn und einen Mittelhandknochen aus Loping im östlichen Yunnan. Teilweise wird auch eine ursprünglich als Indricotherium yagouense ausgewiesene Art zu Urtinotherium gestellt. Dieser kleinere Vertreter der späten Indricotherien zeichnet sich durch höherkronige Molaren und durch das Fehlen der oberen Schneidezähne aus. Die Beschreibung erfolgte 2004 ebenfalls durch Chiu Chan-siang zuzüglich Forscherkollegen. Die hochkronigen Backenzähne von Indricotherium yagouense veranlassten Chiu und seinen Kollegen Wang Ban-Yue im Jahr 2007 dazu, die neue Gattung Turpanotherium einzuführen, zusätzlich etablierten sie dabei noch die neue Art Turpanotherium elegans, der einige Fossilfunde aus der Turpan-Senke zugrunde liegt. Im Jahr 2013 synonymisierte Donald R. Prothero Turpanotherium aufgrund nahezu identischer Molarengrößen provisorisch mit Urtinotherium, verwies aber gleichzeitig auf den Bedarf an notwendig neuen, durchzuführenden Studien. Eine weitere Art wurde im Jahr 2025 von Lu Xiaokang und Deng Tao aus Ningxia eingeführt, aber mit Turpanotherium qiui benannt.